# Konice
Konice (in tedesco Konitz) è una città della Repubblica Ceca facente parte del distretto di Prostějov, nella regione di Olomouc.